# Дежерин-Клюмпке, Августа
Августа Дежери́н-Клю́мпке (фр. Augusta Déjerine-Klumpke; 15 октября 1859, Сан-Франциско — 5 ноября 1927, Париж) — французский врач-невролог американского происхождения, супруга Жюля Дежерина, также невролога. Первая из женщин, получившая должность госпитального интерна в Париже.

## Биография
Августа Клюмпке обучалась на медицинском факультете Парижского университета, единственном факультете во Франции того времени, допускавшем приём женщин, в отличие от лондонского. В 1885 году подала документы на поступление в интернатуру и получила отличную оценку за письменную работу о признаках и причинах органической гемиплегии. Но за устный экзамен комиссия не согласилась поставить ей среднюю оценку. Не сдавшись, Августа повторяет попытку поступления в следующем году и добивается успеха при поддержке Поля Берта, министра образования и пылкого поборника эмансипации женщин. В 1886 году она стала первой в Париже женщиной-интерном госпиталя.
Посещала лекции по гистологии профессора Ранвье в Коллеж де Франс, что впоследствии помогло ей в изучении невропатологии. По воскресеньям утром она ассистировала на лекциях Шарко в госпитале Сальпетриер. Во время стажировки у профессора Арди в парижской больнице Шарите, её руководителем был Жюль Дежерин, который стал её мужем в 1888 году.
Для завершения образования, Жюль Дежерин устраивает её в лабораторию профессора Альфреда Вульпиана. В 1889 году она защищает диссертацию, озаглавленную «Полиневриты в целом, параличи и атрофии, вызванные сатурнизмом, в частности».

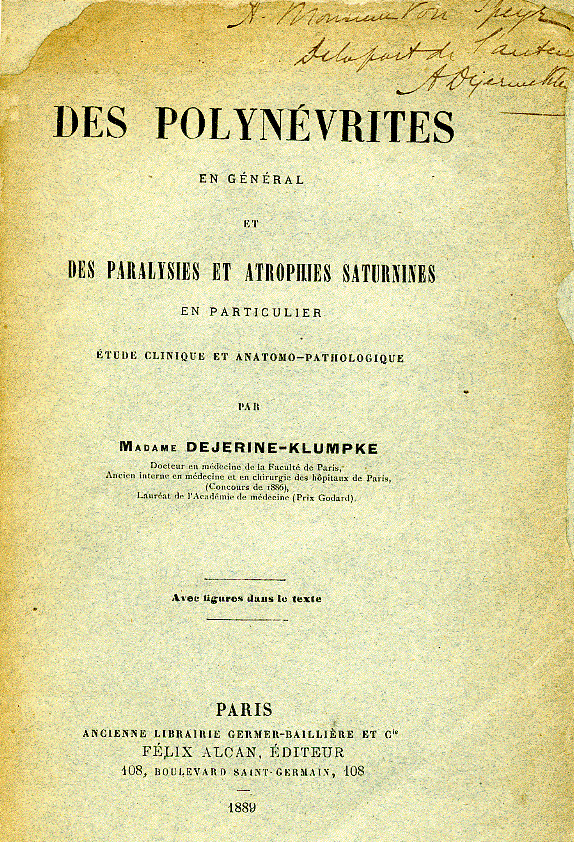
Титульный лист диссертации Августы Дежерин-Клюмпке

Вслед за мужем став профессором неврологии, она покидает больницу Бисетр и возвращается в Сальпетриер в 1895 году. Ей принадлежит значительный вклад в написание трудов, изданных совместно с мужем — «Анатомия нервной системы» (1895) и «Семиотика заболеваний нервной системы» (1914). Будучи избранной членом Общества неврологии в 1901 году, в 1914—1915 года она избиралась его председателем. В то же время, в течение Первой мировой войны она занимается обслуживанием 300 коек для раненых в Сальпетриере. Августа работала над вопросами ранений и повреждений крупных нервных стволов (совместно с Музоном) и ранений спинного мозга (с Ландау и Жюментье).
В 1906 году была удостоена медали за храбрость за спасение девушки, бросившейся в Сену, вытащив её на берег. В 1913 году становится кавалером ордена Почётного легиона, а в 1921 году — офицером этого ордена.
Августа Дежерин-Клюмпке на десять лет пережила своего мужа, умершего в 1917 году. При помощи дочери и зятя она посвятила эти десять лет восстановлению своей старой лаборатории и библиотеки для создания музея, посвящённого научной деятельности супругов Дежерин.
Скончалась 5 ноября 1927 в Париже. Похоронена на кладбище Пер-Лашез рядом с мужем (участок 28).

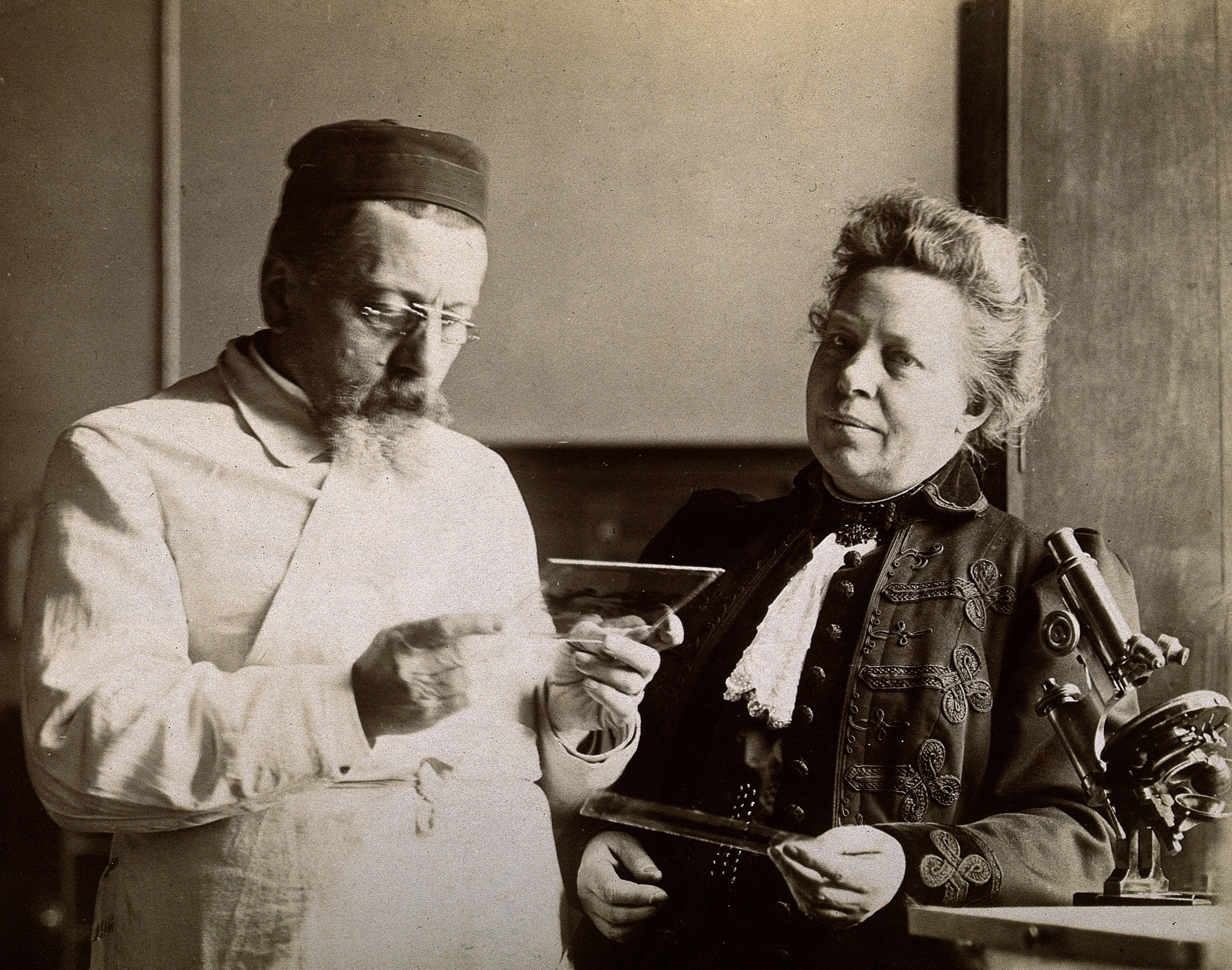
Супруги Дежерин за работой

## Семья
Жюль Дежерин (1849—1917) — муж, французский врач-невролог и невропатолог швейцарского происхождения, анатом.
Дочь — Ивонна стала врачом, вышла замуж за профессора Этьена Сорреля и посвятила себя лечению костного туберкулёза в больнице города Берк.
Является сестрой астронома Доротеи Клюмпке-Робертс, художницы Анны Клюмпке (подруги и биографа художницы Розы Бонёр) и скрипачки Джулии Клюмпке.

## Память
В честь исследовательницы назван паралич нижних отделов плечевого сплетения вследствие поражения корешков нервов С8 и Т1, известный как синдром Дежерин-Клюмпке.

## Работы и публикации
- Des polynévrites en général et des paralysies et atrophies saturnines en particulier, Thèse de médecine, Davy (Paris), 1889, Texte intégral Архивная копия от 3 февраля 2014 на Wayback Machine
- Des Polynévrites en général et des paralysies et atrophies saturnines en particulier, étude clinique et anatomopathologique, F. Alcan (Paris), 1889, Труды этого автора можно найти в интернет-библиотеке Gallica. Следует произвести поиск (фр. Recherche) по фамилии.

В соавторстве:
- Anatomie des centres nerveux [Tome 1 : Méthodes générales d'étude-embryologie-histogénèse et histologie, anatomie du cerveau] par J. Dejerine avec la collaboration de [A.] Dejerine-Klumpke, Rueff (Paris), 1895—1901, Texte en ligne Архивная копия от 19 февраля 2014 на Wayback Machine , Труды этого автора можно найти в интернет-библиотеке Gallica. Следует произвести поиск (фр. Recherche) по фамилии.
- Anatomie des centres nerveux [Tome 2, Fascicule 1 : Anatomie du cerveau (suite), anatomie du rhombencéphale ] par J. Dejerine avec la collaboration de [A.] Dejerine-Klumpk, Rueff (Paris), 1895—1901, Texte en ligne Архивная копия от 19 февраля 2014 на Wayback Machine